# Pedálmű
A pedálmű vagy németül Pedalwerk az orgona egyik műve (regisztercsoportja).
A 13. század második felétől a hangterjedelem megnövelésének leghatékonyabb módja a pedál lett. Eleinte csak orgonapontok tartására szolgált, majd a kötelek és huzalok rögzítési módja után megjelent a függesztett pedál. A 14. század elejétől a gótika korának orgonáin már bizonyosan volt pedál. Frotscher történetíró az 1318-ban elhunyt brabanti származású Louis van Valbecke orgonaépítőt jelöli meg a pedál feltalálójaként. Nikolaus Faber a halberstadti orgona építésekor 1361-ben alkalmazott pedált. A barokk korig a pedálmű teljesen önállósult, és a pedáljáték is magas szintre jutott el.
A barokk korban a pedál szerepe és feladata roppant fontos volt a Werkprinzip elvén belül: a polifónia szövevényes szerkezetén belül is világosnak kell lennie. Éppen ezért a principálkart 32’ és 16’ magasságtól egészen a mixtúrákig kiépítették; nem volt rika, hogy Scharff és Zimbel regisztereket is kapott. Emellett nyelvregiszterekből is kiépítették a teljes skálát 32’–2’ magasság között. A principálokat és a nyelveket megtöltendő fuvolákat és födötteket is építettek nagyjából 32’–16’ magasságtól 4’-ig.
A romantika korában háttérbe szorultak a magas kevert-, és aliquot regiszterek, helyükre nyelvek és vonósok kerültek, valamint fuvolák és födött regiszterek.
Napjaink orgonaépítői a pedál terén is igyekszenek olykor a kompromisszumos megoldásokra, mint például a Művészetek Palotája orgonájánál. Bizonyos estekben viszont vagy a barokk vagy a romantika korának orgonaideáljai azok, amelyekre igény van.